# Friedrich II. Ellinger
Friedrich Ellinger († 1217) war als Friedrich II. von 1211 bis zu seinem Tod Propst des Klosterstifts Berchtesgaden.
Friedrich gelang der Ausgleich in einem Konflikt zwischen dem Klosterstift und dem Salzburger Domkapitel. Bereits 1198 kam es zu einem für die Salzburger vorteilhaften Vergleich, bei dem die Anteile am Salzlager Tuval zu drei gleichen Teilen an den Erzbischof, das Salzburger Domstift und Berchtesgaden gingen. Damit gab sich Salzburg aber nicht zufrieden, sondern erhob kurz darauf auch Ansprüche auf den Forst beziehungsweise den Holzeinschlag in den im Nordosten des Berchtesgadener Landes gelegenen Wäldern. In Wahrheit ging es hierbei um neue Besitzansprüche durch eine Verschiebung der bisherigen Grenzen.
Das Verhandlungsgeschick Friedrichs konnte zwar nicht verhindern, dass die Domherren ab 1211 zu beiden Seiten der Berchtesgadener Ache bis Schellenberg Holz zum Salzsieden schlagen durften, doch immerhin wurden die Eigentumsrechte insofern gewahrt, als das Salzburger Domkapitel dafür jährlich zwei Goldstücke, der Erzbischof selbst ein Talent an das Stift Berchtesgaden zu entrichten hatten.
Tragisch dagegen endete für Friedrich der Aufruf zum Kreuzzug während des Laterankonzils im Jahre 1215 (laut Quelle 1216), dem er unbedingt folgen wollte. Unter der Bedingung, dass nur der zwanzigste Teil der Einnahmen des Stiftes hierfür aufgewendet werden durften, brach Friedrich zusammen mit dem Salzburger Dompropst Albert im Mai 1217 nach Italien auf, um zur „Errettung Palästinas“ von Brindisi nach Akkon zu segeln. Über seinen Tod gibt es zwei Versionen: Nach der einen ist er bereits in Brindisi verstorben, nach der zweiten ist er zusammen mit dem Salzburger Dompropst und anderen bei Damiette im Nil ertrunken.